# خوان إنغويرا
خوان إنغويرا (بالإسبانية: Juan Enguera)‏ ـ (ولد في بلنسية في القرن 15 ـ توفي سنة 1513) هو راهب دومينيكاني إسباني، كان كبيرًا لمحققي تاج أراغون في الفترة من سنة 1507 إلى 1513.

## حياته
كان إنغويرا قسًا لاعتراف الملك فرناندو الثاني ملك أراغون، وفي 19 ديسمبر 1505، رُسم أسقفًا لأبرشية بيك، ثم أسقفًا لأبرشية لاردة في 9 ديسمبر 1510، ثم أسقفًا لأبرشية طرطوشة في 1 أكتوبر 1512، وقد تولى إنغويرا بين عامي 1507 و1513 ـ إلى جانب مسؤولياته كأسقف ـ منصب كبير محققي تاج أراغون.